# Афені Шакур
Афені Шакур (до шлюбу Еліс Фей Вільямс; 10 січня 1947 — 2 травня 2016) — американська активістка, філантропка, політична діячка. Членкиня партії Чорних Пантер. Захищала себе в суді за звинуваченням в участі в численних вибухах, будучи членкинею Пантер.

## Біографія
Еліс Фей Вільямс народилася 10 січня 1947 року в місті Ламбертон, Північна Кароліна. Мама була домогосподаркою, а тато — далекобійником. Мала сестру. Незабаром батьки розлучилися, в 1958 році мати з дочками переїхала в Нью-Йорк. Там Еліс стала відвідувати Bronx High School of Science. У п'ятнадцять стала вживати кокаїн. У 1964 році приєдналася до Чорних пантер. У 1968 році змінила ім'я на Афені Шакур.
Шакур і двадцять товаришів по Пантерах були заарештовані 2 квітня 1969 року за звинуваченням у змові з метою вибухів поліцейських ділянок, універмагів та інших громадських місць в Нью-Йорку. Шакур була звільнена під заставу восени 1970 року і завагітніла від водія вантажівки з Нью-Джерсі Вільяма Гарланда. Незабаром після цього заставу анулювали, а Шакур повернули до в'язниці. У 1971 році під час судового процесу, відомого як Panther 21, з неї були зняті звинувачення, і в травні того ж року її випустили на свободу. 16 червня 1971 року Шакур народила сина Тупака, який став репером. 

## Участь у музичній індустрії та благодійності
Рівно через рік після смерті Тупака, на гроші, зароблені від його посмертних альбомів, Шакур заснувала в Джорджії фонд Tupac Amaru Shakur Foundation, який забезпечує мистецькі програми для молоді, та холдингову компанію Amaru Entertainment, де зберігаються всі невидані матеріали сина. Крім цього, вона запустила лінію одягу Makaveli Branded, усі доходи від якої йдуть до благодійного фонду Tupac Amaru Shakur Foundation.

### Судовий процес проти Death Row Records
20 червня 2007 року Афені Шакур звернулася до Федерального суду з позовом про судову заборону на продаж компанією Death Row Records будь-яких невиданих пісень Тупака. У процесі судового розгляду Афені Шакур відсудила у Death Row Records 150 невиданих пісень сина. Вона створила лейбл під назвою Amaru Records, щоб випустити невидані записи Тупака.

### Виступи
Крім благодійної діяльності, Афені Шакур виступала на публіці й читала лекції, подорожуючи США. 6 лютого 2007 р. вона виступила з промовою в рамках Vanderbilt's Commemoration for Black History Month. Виступ Афені Шакур 02-06-07 [Архівовано 21 березня 2018 у Wayback Machine.]

### Смерть
Афені Шакур померла 2 травня 2016 року в Саусаліто, Каліфорнія.
О 21:30 в офіс шерифа повідомили про можливу зупинку серця. Афені Шакур була доставлена в місцевий госпіталь, де померла о 22:28. Можливою причиною її смерті є серцевий напад.